# Serie D 2004-2005
La Serie D 2004-2005 è stata la 57ª edizione del campionato di categoria.

## Stagione

### Novità
Le squadre partecipanti passano da 162 a 164.

#### Aggiornamenti
Prima dell'inizio del campionato la Sanremese, l'A.S.C. Potenza, il Pro Vasto e il Vigor Lamezia vengono ammessi in Serie C2 2004-2005 per carenza di organico.

Inoltre non si iscrive al campionato il Leonzio mentre il Cosenza Calcio 1914 riottiene l'affiliazione alla FIGC e viene iscritto in Serie D.

A completamento di organico vengono ripescate molte delle squadre retrocesse la scorsa stagione: il Vigevano, il Valle d'Aosta Aosta-Sarre, il Calangianus, il Pro Lissone, il Bolzano, la Sanvitese, il Cattolica, l'Armando Picchi, il Todi, il Matera, il Pomigliano e il Marsala.

Infine avvengono le seguenti fusioni e cessioni di titoli sportivi:
L'Ercolanese cede il titolo sportivo alla Turris.
La LVPA Frascati, retrocessa l'anno prima, mantiene la categoria dopo aver acquistato il titolo sportivo della Cisco Roma, cambiando denominazione in Associazione Sportiva Dilettantistica Frascati Calcio.

## Girone A

### Classifica finale
|  | Pos. | Squadra                   | Pt | G  | V  | N  | P  | GF | GS | DR  |
|  | ---- | ------------------------- | -- | -- | -- | -- | -- | -- | -- | --- |
|  | 1.   | Cuneo                     | 78 | 34 | 24 | 6  | 4  | 61 | 30 | +31 |
|  | 2.   | Cossatese                 | 76 | 34 | 24 | 4  | 6  | 69 | 34 | +35 |
|  | 3.   | Voghera                   | 59 | 34 | 16 | 11 | 7  | 60 | 38 | +22 |
|  | 4.   | Giaveno                   | 55 | 34 | 16 | 7  | 11 | 49 | 41 | +8  |
|  | 5.   | Casteggio Broni           | 54 | 34 | 14 | 12 | 8  | 53 | 42 | +11 |
|  | 6.   | Lavagnese                 | 49 | 34 | 12 | 13 | 9  | 48 | 37 | +11 |
|  | 7.   | Orbassano                 | 47 | 34 | 12 | 11 | 11 | 46 | 43 | +3  |
|  | 8.   | Trino                     | 44 | 34 | 11 | 11 | 12 | 37 | 38 | -1  |
|  | 9.   | Loanesi                   | 44 | 34 | 10 | 14 | 10 | 47 | 49 | -2  |
|  | 10.  | Armando Picchi            | 43 | 34 | 11 | 10 | 13 | 43 | 46 | -3  |
|  | 11.  | Vado                      | 43 | 34 | 11 | 10 | 13 | 35 | 44 | -9  |
|  | 12.  | Canavese                  | 41 | 34 | 10 | 11 | 13 | 41 | 50 | -9  |
|  | 13.  | Savona                    | 40 | 34 | 9  | 13 | 12 | 35 | 43 | -8  |
|  | 14.  | Fo. Ce. Vara              | 37 | 34 | 8  | 13 | 13 | 41 | 45 | -4  |
|  | 15.  | Valle d'Aosta Aosta-Sarre | 37 | 34 | 10 | 7  | 17 | 46 | 54 | -8  |
|  | 16.  | Versilia 98               | 32 | 34 | 7  | 11 | 16 | 32 | 45 | -13 |
|  | 17.  | Borgosesia                | 30 | 34 | 7  | 9  | 18 | 34 | 57 | -23 |
|  | 18.  | Novese                    | 18 | 34 | 3  | 9  | 22 | 21 | 62 | -41 |

Legenda:
      Promossa in Serie C2 2005-2006.
 Qualificate ai play-off o play-out.
      Vince i play-off per il ripescaggio.
      Retrocessa in Eccellenza 2005-2006.
Regolamento:
Tre punti a vittoria, uno a pareggio, zero a sconfitta.
In caso di arrivo di due o più squadre a pari punti, la graduatoria verrà stilata secondo la classifica avulsa
In caso di pari punti per promozioni o retrocessioni si disputava uno spareggio.

### Spareggi

#### Play-off

##### Semifinali
|                 | Risultati |                 | Luogo e data      |
| --------------- | --------- | --------------- | ----------------- |
| Casteggio Broni | 0-0       | Cossatese       | ?, 29 maggio 2005 |
| Cossatese       | 2-2       | Casteggio Broni | ?, 4 giugno 2005  |
|                 |           |                 |                   |
| Giaveno         | 1-1       | Voghera         | ?, 29 maggio 2005 |
| Voghera         | 3-1       | Giaveno         | ?, 4 giugno 2005  |
|                 |           |                 |                   |

##### Finale
|           | Risultati |           | Luogo e data      |
| --------- | --------- | --------- | ----------------- |
| Voghera   | 3-1       | Cossatese | ?, 12 giugno 2005 |
| Cossatese | 1-2       | Voghera   | ?, 19 giugno 2005 |
|           |           |           |                   |

#### Play-out
|                           | Risultati |                           | Luogo e data      |
| ------------------------- | --------- | ------------------------- | ----------------- |
| Versilia 98               | 0-0       | Savona                    | ?, 29 maggio 2005 |
| Savona                    | 1-1       | Versilia 98               | ?, 5 giugno 2005  |
|                           |           |                           |                   |
| Valle d'Aosta Aosta-Sarre | 1-0       | Fo.Ce.Vara                | ?, 29 maggio 2005 |
| Fo.Ce.Vara                | 4-0       | Valle d'Aosta Aosta-Sarre | ?, 5 giugno 2005  |
|                           |           |                           |                   |

## Girone B

### Classifica finale
|  | Pos. | Squadra          | Pt | G  | V  | N  | P  | GF | GS | DR  |
|  | ---- | ---------------- | -- | -- | -- | -- | -- | -- | -- | --- |
|  | 1.   | Canzese          | 78 | 34 | 24 | 6  | 4  | 71 | 30 | +41 |
|  | 2.   | Lecco            | 71 | 34 | 23 | 2  | 9  | 60 | 41 | +19 |
|  | 3.   | Alghero          | 63 | 34 | 18 | 9  | 7  | 53 | 29 | +24 |
|  | 4.   | Caratese         | 58 | 34 | 17 | 7  | 10 | 58 | 53 | +5  |
|  | 5.   | Olginatese       | 58 | 34 | 17 | 7  | 10 | 62 | 34 | +28 |
|  | 6.   | Arzachena        | 53 | 34 | 14 | 11 | 9  | 44 | 36 | +8  |
|  | 7.   | Oggiono          | 53 | 34 | 16 | 5  | 13 | 52 | 46 | +6  |
|  | 8.   | Vigevano         | 46 | 34 | 13 | 7  | 14 | 51 | 53 | -2  |
|  | 9.   | Borgomanero      | 45 | 34 | 12 | 9  | 13 | 57 | 46 | +11 |
|  | 10.  | Atletico Calcio  | 45 | 34 | 13 | 6  | 15 | 42 | 44 | -2  |
|  | 11.  | Villacidrese     | 45 | 34 | 13 | 6  | 15 | 30 | 38 | -8  |
|  | 12.  | Seregno          | 44 | 34 | 12 | 8  | 14 | 34 | 36 | -2  |
|  | 13.  | Castellettese    | 44 | 34 | 12 | 8  | 14 | 43 | 49 | -6  |
|  | 14.  | Robbio           | 43 | 34 | 11 | 10 | 13 | 38 | 34 | +4  |
|  | 15.  | Solbiatese       | 36 | 34 | 8  | 12 | 14 | 42 | 47 | -5  |
|  | 16.  | Sparta Vespolate | 31 | 34 | 8  | 7  | 19 | 29 | 47 | -18 |
|  | 17.  | Pro Lissone      | 24 | 34 | 6  | 6  | 22 | 34 | 75 | -41 |
|  | 18.  | Venegono         | 15 | 34 | 3  | 6  | 25 | 25 | 87 | -62 |

Legenda:
      Promossa in Serie C2 2005-2006.
 Qualificate ai play-off o play-out.
      Vince i play-off per il ripescaggio.
      Retrocessa in Eccellenza 2005-2006.
Regolamento:
Tre punti a vittoria, uno a pareggio, zero a sconfitta.
In caso di arrivo di due o più squadre a pari punti, la graduatoria verrà stilata secondo la classifica avulsa
In caso di pari punti per promozioni o retrocessioni si disputava uno spareggio.
Note:
La Canzese non si poté iscrivere al campionato di Serie C2 2005-2006 per inagibilità dello stadio. Le normative vigenti, infatti, prevedevano che una squadra giochi le gare di campionato in un impianto sportivo nel comune dove ha la sede. Siccome l'impianto di Canzo non era omologabile e non c'erano gli spazi per ampliarlo la Canzese non ha potuto giocare nel suo comune e quindi è stato esclusa.
Il Lecco è stato ammesso in Serie C2 2005-2006 al posto della Canzese.

### Spareggi

#### Spareggio 12º posto
| Castellettese | 1-2 | Seregno | ?, 22 maggio 2005 |  |  |  |  |

#### Play-off

##### Semifinali
|            | Risultati |            | Luogo e data      |
| ---------- | --------- | ---------- | ----------------- |
| Olginatese | 0-2       | Lecco      | ?, 29 maggio 2005 |
| Lecco      | 3-0       | Olginatese | ?, 5 giugno 2005  |
|            |           |            |                   |
| Caratese   | 1-1       | Alghero    | ?, 29 maggio 2005 |
| Alghero    | 1-0       | Caratese   | ?, 5 giugno 2005  |
|            |           |            |                   |

##### Finale
|         | Risultati |         | Luogo e data      |
| ------- | --------- | ------- | ----------------- |
| Alghero | 0-1       | Lecco   | ?, 12 giugno 2005 |
| Lecco   | 1-0       | Alghero | ?, 19 giugno 2005 |
|         |           |         |                   |

#### Play-out
|                  | Risultati |                  | Luogo e data      |
| ---------------- | --------- | ---------------- | ----------------- |
| Solbiatese       | 3-0       | Robbio           | ?, 29 maggio 2005 |
| Robbio           | 2-1       | Solbiatese       | ?, 5 giugno 2005  |
|                  |           |                  |                   |
| Sparta Vespolate | 1-2       | Castellettese    | ?, 29 maggio 2005 |
| Castellettese    | 0-0       | Sparta Vespolate | ?, 5 giugno 2005  |
|                  |           |                  |                   |

## Girone C

### Classifica finale
|  | Pos. | Squadra               | Pt | G  | V  | N  | P  | GF | GS | DR  |
|  | ---- | --------------------- | -- | -- | -- | -- | -- | -- | -- | --- |
|  | 1.   | Bassano Virtus        | 72 | 34 | 21 | 9  | 4  | 58 | 21 | +37 |
|  | 2.   | Itala San Marco       | 69 | 34 | 20 | 9  | 5  | 66 | 35 | +31 |
|  | 3.   | Città di Jesolo       | 61 | 34 | 18 | 7  | 9  | 53 | 30 | +23 |
|  | 4.   | Tamai                 | 56 | 34 | 15 | 11 | 8  | 53 | 35 | +18 |
|  | 5.   | Montebelluna          | 56 | 34 | 15 | 11 | 8  | 48 | 40 | +8  |
|  | 6.   | Sambonifacese         | 51 | 34 | 13 | 12 | 9  | 47 | 47 | 0   |
|  | 7.   | Montecchio            | 48 | 34 | 12 | 12 | 10 | 46 | 46 | 0   |
|  | 8.   | Chioggia Sottomarina  | 47 | 34 | 12 | 11 | 11 | 45 | 35 | +10 |
|  | 9.   | Rovigo                | 47 | 34 | 13 | 8  | 13 | 46 | 45 | +1  |
|  | 10.  | Cologna Veneta        | 46 | 34 | 12 | 10 | 12 | 41 | 37 | +4  |
|  | 11.  | Sacilese              | 46 | 34 | 12 | 10 | 12 | 45 | 45 | 0   |
|  | 12.  | Sanvitese             | 44 | 34 | 12 | 8  | 14 | 34 | 39 | -5  |
|  | 13.  | Santa Lucia           | 42 | 34 | 12 | 6  | 16 | 31 | 32 | -1  |
|  | 14.  | Cordignano            | 41 | 34 | 11 | 8  | 15 | 35 | 46 | -11 |
|  | 15.  | Union Vigontina       | 40 | 34 | 12 | 4  | 18 | 33 | 47 | -14 |
|  | 16.  | San Polo Gemeaz Cusin | 33 | 34 | 7  | 12 | 15 | 38 | 53 | -15 |
|  | 17.  | Pro Romans            | 32 | 34 | 8  | 8  | 18 | 35 | 55 | -20 |
|  | 18.  | Conegliano            | 8  | 34 | 2  | 2  | 30 | 21 | 87 | -66 |

Legenda:
      Promossa in Serie C2 2005-2006.
 Qualificate ai play-off o play-out.
      Vince i play-off per il ripescaggio.
      Retrocessa in Eccellenza 2005-2006.
Regolamento:
Tre punti a vittoria, uno a pareggio, zero a sconfitta.
In caso di arrivo di due o più squadre a pari punti, la graduatoria verrà stilata secondo la classifica avulsa
In caso di pari punti per promozioni o retrocessioni si disputava uno spareggio.
Note:
La Città di Jesolo è stata poi ammessa in Serie C2 2005-2006.

### Spareggi

#### Play-off

##### Semifinali
|                 | Risultati |                 | Luogo e data      |
| --------------- | --------- | --------------- | ----------------- |
| Montebelluna    | 1-0       | Itala San Marco | ?, 29 maggio 2005 |
| Itala San Marco | 0-1       | Montebelluna    | ?, 4 giugno 2005  |
|                 |           |                 |                   |
| Tamai           | 2-1       | Città di Jesolo | ?, 29 maggio 2005 |
| Città di Jesolo | 6-1       | Tamai           | ?, 5 giugno 2005  |
|                 |           |                 |                   |

##### Finale
|                 | Risultati |                 | Luogo e data      |
| --------------- | --------- | --------------- | ----------------- |
| Montebelluna    | 2-5       | Città di Jesolo | ?, 12 giugno 2005 |
| Città di Jesolo | 1-0       | Montebelluna    | ?, 19 giugno 2005 |
|                 |           |                 |                   |

#### Play-out
|                       | Risultati |                       | Luogo e data      |
| --------------------- | --------- | --------------------- | ----------------- |
| Union Vigontina       | 1-1       | Cordignano            | ?, 29 maggio 2005 |
| Cordignano            | 2-0       | Union Vigontina       | ?, 5 giugno 2005  |
|                       |           |                       |                   |
| San Polo Gemeaz Cusin | 0-0       | Santa Lucia           | ?, 29 maggio 2005 |
| Santa Lucia           | 1-1       | San Polo Gemeaz Cusin | ?, 5 giugno 2005  |
|                       |           |                       |                   |

## Girone D

### Classifica finale
|  | Pos. | Squadra             | Pt | G  | V  | N  | P  | GF | GS | DR  |
|  | ---- | ------------------- | -- | -- | -- | -- | -- | -- | -- | --- |
|  | 1.   | Pergocrema          | 65 | 34 | 18 | 11 | 5  | 53 | 29 | +24 |
|  | 2.   | USO Calcio          | 64 | 34 | 17 | 13 | 4  | 57 | 32 | +25 |
|  | 3.   | Trentino            | 62 | 34 | 18 | 8  | 8  | 55 | 34 | +21 |
|  | 4.   | Nuova Albano        | 56 | 34 | 15 | 11 | 8  | 51 | 35 | +16 |
|  | 5.   | Salò Valsabbia      | 55 | 34 | 15 | 10 | 9  | 50 | 37 | +13 |
|  | 6.   | Boca San Lazzaro    | 51 | 34 | 14 | 9  | 11 | 52 | 42 | +10 |
|  | 7.   | Centese             | 50 | 34 | 13 | 11 | 10 | 47 | 41 | +6  |
|  | 8.   | Rodengo Saiano      | 50 | 34 | 13 | 11 | 10 | 41 | 38 | +3  |
|  | 9.   | Mezzocorona         | 42 | 34 | 9  | 15 | 10 | 40 | 45 | -5  |
|  | 10.  | Virtus Castelfranco | 41 | 34 | 11 | 8  | 15 | 33 | 39 | -6  |
|  | 11.  | Bolzano             | 41 | 34 | 8  | 17 | 9  | 28 | 31 | -3  |
|  | 12.  | Carpi               | 41 | 34 | 9  | 14 | 11 | 34 | 39 | -5  |
|  | 13.  | Chiari              | 40 | 34 | 10 | 10 | 14 | 37 | 47 | -10 |
|  | 14.  | Bergamo Fiorente    | 37 | 34 | 9  | 10 | 15 | 46 | 51 | -5  |
|  | 15.  | Crevalcore          | 32 | 34 | 7  | 11 | 16 | 41 | 62 | -21 |
|  | 16.  | Reno Centese        | 32 | 34 | 7  | 11 | 16 | 36 | 59 | -23 |
|  | 17.  | Fiorenzuola         | 31 | 34 | 8  | 7  | 19 | 25 | 46 | -21 |
|  | 18.  | Arco                | 29 | 34 | 6  | 11 | 17 | 29 | 48 | -19 |

Legenda:
      Promossa in Serie C2 2005-2006.
 Qualificate ai play-off o play-out.
      Vince i play-off per il ripescaggio.
      Retrocessa in Eccellenza 2005-2006.
Regolamento:
Tre punti a vittoria, uno a pareggio, zero a sconfitta.
In caso di arrivo di due o più squadre a pari punti, la graduatoria verrà stilata secondo la classifica avulsa
In caso di pari punti per promozioni o retrocessioni si disputava uno spareggio.
Note:
Il Chiari e il Crevalcore sono stati poi ripescati in Serie D 2005-2006.

### Spareggi

#### Play-off

##### Semifinali
|              | Risultati |              | Luogo e data      |
| ------------ | --------- | ------------ | ----------------- |
| Nuova Albano | 2-3       | Trentino     | ?, 29 maggio 2005 |
| Trentino     | 4-0       | Nuova Albano | ?, 5 giugno 2005  |
|              |           |              |                   |
| Salò         | 0-1       | USO Calcio   | ?, 29 maggio 2005 |
| USO Calcio   | 3-1       | Salò         | ?, 5 giugno 2005  |
|              |           |              |                   |

##### Finale
|            | Risultati |            | Luogo e data      |
| ---------- | --------- | ---------- | ----------------- |
| Trentino   | 1-0       | USO Calcio | ?, 12 giugno 2005 |
| USO Calcio | 1-1       | Trentino   | ?, 19 giugno 2005 |
|            |           |            |                   |

#### Play-out
|                  | Risultati |                  | Luogo e data      |
| ---------------- | --------- | ---------------- | ----------------- |
| Reno Centese     | 2-2       | Chiari           | ?, 29 maggio 2005 |
| Chiari           | 0-1       | Reno Centese     | ?, 5 giugno 2005  |
|                  |           |                  |                   |
| Crevalcore       | 1-1       | Bergamo Fiorente | ?, 29 maggio 2005 |
| Bergamo Fiorente | 3-2       | Crevalcore       | ?, 5 giugno 2005  |
|                  |           |                  |                   |

## Girone E

### Classifica finale
|  | Pos. | Squadra            | Pt | G  | V  | N  | P  | GF | GS | DR  |
|  | ---- | ------------------ | -- | -- | -- | -- | -- | -- | -- | --- |
|  | 1.   | Rieti              | 74 | 38 | 22 | 8  | 8  | 50 | 24 | +26 |
|  | 2.   | Sestese            | 72 | 38 | 20 | 12 | 6  | 47 | 20 | +27 |
|  | 3.   | Poggibonsi         | 68 | 38 | 18 | 14 | 6  | 49 | 27 | +22 |
|  | 4.   | Frascati           | 67 | 38 | 17 | 16 | 5  | 47 | 33 | +14 |
|  | 5.   | Cascina            | 64 | 38 | 17 | 13 | 8  | 60 | 44 | +16 |
|  | 6.   | Albalonga          | 63 | 38 | 17 | 12 | 9  | 47 | 36 | +11 |
|  | 7.   | Monterotondo       | 56 | 38 | 16 | 8  | 14 | 64 | 51 | +13 |
|  | 8.   | Aprilia            | 53 | 38 | 14 | 11 | 13 | 47 | 48 | -1  |
|  | 9.   | Forcoli            | 48 | 38 | 12 | 12 | 14 | 38 | 49 | -11 |
|  | 10.  | Guidonia           | 48 | 38 | 11 | 15 | 12 | 41 | 44 | -3  |
|  | 11.  | Ostia Mare         | 47 | 38 | 10 | 17 | 11 | 39 | 42 | -3  |
|  | 12.  | Sorianese          | 47 | 38 | 10 | 17 | 11 | 35 | 37 | -2  |
|  | 13.  | Venturina          | 46 | 38 | 11 | 13 | 14 | 38 | 49 | -11 |
|  | 14.  | Astrea             | 46 | 38 | 11 | 13 | 14 | 36 | 39 | -3  |
|  | 15.  | Cecina             | 44 | 38 | 12 | 8  | 18 | 46 | 50 | -4  |
|  | 16.  | Rondinella         | 43 | 38 | 11 | 10 | 17 | 36 | 52 | -16 |
|  | 17.  | Fortis Juventus    | 41 | 38 | 10 | 11 | 17 | 39 | 53 | -14 |
|  | 18.  | Athletic Calenzano | 40 | 38 | 10 | 10 | 18 | 41 | 58 | -17 |
|  | 19.  | Ladispoli          | 31 | 38 | 6  | 13 | 19 | 29 | 45 | -16 |
|  | 20.  | Larcianese         | 20 | 38 | 3  | 11 | 24 | 33 | 61 | -28 |

Legenda:
      Promossa in Serie C2 2005-2006.
 Qualificate ai play-off o play-out.
      Vince i play-off per il ripescaggio.
      Retrocessa in Eccellenza 2005-2006.
Regolamento:
Tre punti a vittoria, uno a pareggio, zero a sconfitta.
In caso di arrivo di due o più squadre a pari punti, la graduatoria verrà stilata secondo la classifica avulsa
In caso di pari punti per promozioni o retrocessioni si disputava uno spareggio.
Note:
La Fortis Juventus è stata poi ripescata in Serie D 2005-2006.

### Spareggi

#### Play-off

##### Semifinali
|            | Risultati |            | Luogo e data      |
| ---------- | --------- | ---------- | ----------------- |
| Cascina    | 0-1       | Sestese    | ?, 29 maggio 2005 |
| Sestese    | 0-2       | Cascina    | ?, 5 giugno 2005  |
|            |           |            |                   |
| Frascati   | 3-2       | Poggibonsi | ?, 29 maggio 2005 |
| Poggibonsi | 3-1       | Frascati   | ?, 5 giugno 2005  |
|            |           |            |                   |

##### Finale
|            | Risultati |            | Luogo e data      |
| ---------- | --------- | ---------- | ----------------- |
| Cascina    | 0-0       | Poggibonsi | ?, 12 giugno 2005 |
| Poggibonsi | 1-0       | Cascina    | ?, 19 giugno 2005 |
|            |           |            |                   |

#### Play-out
|                    | Risultati |                    | Luogo e data      |
| ------------------ | --------- | ------------------ | ----------------- |
| Athletic Calenzano | 1-1       | Cecina             | ?, 29 maggio 2005 |
| Cecina             | 1-1       | Athletic Calenzano | ?, 5 giugno 2005  |
|                    |           |                    |                   |
| Fortis Juventus    | 2-1       | Rondinella         | ?, 29 maggio 2005 |
| Rondinella         | 1-0       | Fortis Juventus    | ?, 5 giugno 2005  |
|                    |           |                    |                   |

## Girone F

### Classifica finale
|  | Pos. | Squadra                  | Pt | G  | V  | N  | P  | GF | GS | DR  |
|  | ---- | ------------------------ | -- | -- | -- | -- | -- | -- | -- | --- |
|  | 1.   | Foligno                  | 70 | 34 | 20 | 10 | 4  | 71 | 39 | +32 |
|  | 2.   | Cattolica                | 59 | 34 | 14 | 17 | 3  | 49 | 28 | +21 |
|  | 3.   | Pergolese                | 56 | 34 | 16 | 8  | 10 | 55 | 38 | +17 |
|  | 4.   | Orvietana                | 50 | 34 | 12 | 14 | 8  | 52 | 45 | +7  |
|  | 5.   | Russi                    | 50 | 34 | 14 | 8  | 12 | 36 | 30 | +6  |
|  | 6.   | Sangiustese              | 48 | 34 | 12 | 12 | 10 | 35 | 33 | +2  |
|  | 7.   | Sansepolcro              | 48 | 34 | 12 | 12 | 10 | 40 | 37 | +3  |
|  | 8.   | Grottammare              | 47 | 34 | 12 | 11 | 11 | 38 | 39 | -1  |
|  | 9.   | Fortis Spoleto           | 47 | 34 | 11 | 14 | 9  | 43 | 45 | -2  |
|  | 10.  | Cagliese                 | 44 | 34 | 10 | 14 | 10 | 38 | 39 | -1  |
|  | 11.  | Valleverde Riccione      | 44 | 34 | 10 | 14 | 10 | 33 | 31 | +2  |
|  | 12.  | Real Montecchio          | 44 | 34 | 11 | 11 | 12 | 42 | 42 | 0   |
|  | 13.  | Mezzolara                | 41 | 34 | 9  | 14 | 11 | 32 | 43 | -11 |
|  | 14.  | Santarcangelo            | 37 | 34 | 9  | 10 | 15 | 35 | 45 | -10 |
|  | 15.  | Urbino                   | 32 | 34 | 6  | 14 | 14 | 29 | 44 | -15 |
|  | 16.  | Todi                     | 32 | 34 | 7  | 11 | 16 | 32 | 46 | -14 |
|  | 17.  | Truentina Castel di Lama | 31 | 34 | 6  | 13 | 15 | 21 | 39 | -18 |
|  | 18.  | Monturanese              | 27 | 34 | 4  | 15 | 15 | 26 | 44 | -18 |

Legenda:
      Promossa in Serie C2 2005-2006.
 Qualificate ai play-off o play-out.
      Vince i play-off per il ripescaggio.
      Retrocessa in Eccellenza 2005-2006.
Regolamento:
Tre punti a vittoria, uno a pareggio, zero a sconfitta.
In caso di arrivo di due o più squadre a pari punti, la graduatoria verrà stilata secondo la classifica avulsa
In caso di pari punti per promozioni o retrocessioni si disputava uno spareggio.
Note:
Il Santarcangelo è stato poi ripescato in Serie D 2005-2006.

### Spareggi

#### Play-off

##### Semifinali
|           | Risultati |           | Luogo e data      |
| --------- | --------- | --------- | ----------------- |
| Orvietana | 2-1       | Pergolese | ?, 28 maggio 2005 |
| Pergolese | 3-3       | Orvietana | ?, 5 giugno 2005  |
|           |           |           |                   |
| Russi     | 1-3       | Cattolica | ?, 29 maggio 2005 |
| Cattolica | 0-0       | Russi     | ?, 5 giugno 2005  |
|           |           |           |                   |

##### Finale
|           | Risultati |           | Luogo e data      |
| --------- | --------- | --------- | ----------------- |
| Orvietana | 1-0       | Cattolica | ?, 12 giugno 2005 |
| Cattolica | 1-1       | Orvietana | ?, 19 giugno 2005 |
|           |           |           |                   |

#### Play-out
|               | Risultati |               | Luogo e data      |
| ------------- | --------- | ------------- | ----------------- |
| Todi          | 1-1       | Mezzolara     | ?, 29 maggio 2005 |
| Mezzolara     | 1-0       | Todi          | ?, 5 giugno 2005  |
|               |           |               |                   |
| Urbino        | 0-0       | Santarcangelo | ?, 29 maggio 2005 |
| Santarcangelo | 0-2       | Urbino        | ?, 5 giugno 2005  |
|               |           |               |                   |

## Girone G

### Classifica finale
|  | Pos. | Squadra         | Pt | G  | V  | N  | P  | GF | GS | DR  |
|  | ---- | --------------- | -- | -- | -- | -- | -- | -- | -- | --- |
|  | 1.   | Real Marcianise | 70 | 34 | 19 | 13 | 2  | 62 | 19 | +43 |
|  | 2.   | Sorrento        | 67 | 34 | 18 | 13 | 3  | 50 | 18 | +32 |
|  | 3.   | Savoia          | 60 | 34 | 17 | 9  | 8  | 42 | 24 | +18 |
|  | 4.   | Sangiuseppese   | 55 | 34 | 14 | 13 | 7  | 57 | 39 | +18 |
|  | 5.   | Lavello         | 52 | 34 | 13 | 13 | 8  | 35 | 28 | +7  |
|  | 6.   | Nuovo Terzigno  | 48 | 34 | 13 | 9  | 12 | 41 | 36 | +5  |
|  | 7.   | Bojano          | 47 | 34 | 12 | 11 | 11 | 39 | 32 | +7  |
|  | 8.   | Angri           | 46 | 34 | 11 | 13 | 10 | 43 | 38 | +5  |
|  | 9.   | Solofra         | 46 | 34 | 12 | 10 | 12 | 36 | 35 | +1  |
|  | 10.  | Ariano          | 45 | 34 | 12 | 9  | 13 | 35 | 40 | -5  |
|  | 11.  | Turris          | 45 | 34 | 12 | 9  | 13 | 34 | 35 | -1  |
|  | 12.  | Acerrana        | 45 | 34 | 12 | 9  | 13 | 36 | 41 | -5  |
|  | 13.  | Viribus Unitis  | 43 | 34 | 9  | 16 | 9  | 35 | 32 | +3  |
|  | 14.  | Matera          | 37 | 34 | 9  | 10 | 15 | 32 | 51 | -19 |
|  | 15.  | Boys Caivanese  | 33 | 34 | 7  | 12 | 15 | 19 | 33 | -14 |
|  | 16.  | Scafatese       | 32 | 34 | 6  | 14 | 14 | 29 | 41 | -12 |
|  | 17.  | Puteolana       | 29 | 34 | 5  | 14 | 15 | 24 | 55 | -31 |
|  | 18.  | Battipagliese   | 16 | 34 | 3  | 7  | 24 | 12 | 64 | -52 |

Legenda:
      Promossa in Serie C2 2005-2006.
 Qualificate ai play-off o play-out.
      Vince i play-off per il ripescaggio.
      Retrocessa in Eccellenza 2005-2006.
Regolamento:
Tre punti a vittoria, uno a pareggio, zero a sconfitta.
In caso di arrivo di due o più squadre a pari punti, la graduatoria verrà stilata secondo la classifica avulsa
In caso di pari punti per promozioni o retrocessioni si disputava uno spareggio.
Note:
Il Viribus Unitis è stato poi ripescato in Serie D 2005-2006.

### Spareggi

#### Play-off

##### Semifinali
|               | Risultati |               | Luogo e data      |
| ------------- | --------- | ------------- | ----------------- |
| Lavello       | 1-0       | Sorrento      | ?, 29 maggio 2005 |
| Sorrento      | 2-1       | Lavello       | ?, 5 giugno 2005  |
|               |           |               |                   |
| Sangiuseppese | 1-1       | Savoia        | ?, 29 maggio 2005 |
| Savoia        | 4-1       | Sangiuseppese | ?, 5 giugno 2005  |
|               |           |               |                   |

##### Finale
|          | Risultati |          | Luogo e data      |
| -------- | --------- | -------- | ----------------- |
| Savoia   | 2-1       | Sorrento | ?, 12 giugno 2005 |
| Sorrento | 3-1       | Savoia   | ?, 19 giugno 2005 |
|          |           |          |                   |

#### Play-out
|                | Risultati |                | Luogo e data      |
| -------------- | --------- | -------------- | ----------------- |
| Boys Caivanese | 0-3       | Matera         | ?, 29 maggio 2005 |
| Matera         | 4-2       | Boys Caivanese | ?, 5 giugno 2005  |
|                |           |                |                   |
| Scafatese      | 1-0       | Viribus Unitis | ?, 29 maggio 2005 |
| Viribus Unitis | 1-2       | Scafatese      | ?, 9 giugno 2005  |
|                |           |                |                   |

## Girone H

### Classifica finale
|  | Pos. | Squadra        | Pt | G  | V  | N  | P  | GF | GS | DR  |
|  | ---- | -------------- | -- | -- | -- | -- | -- | -- | -- | --- |
|  | 1.   | Gallipoli      | 74 | 34 | 21 | 11 | 2  | 87 | 38 | +49 |
|  | 2.   | Val di Sangro  | 70 | 34 | 20 | 10 | 4  | 73 | 41 | +32 |
|  | 3.   | Celano         | 52 | 34 | 13 | 13 | 8  | 52 | 41 | +11 |
|  | 4.   | Isola Liri     | 51 | 34 | 13 | 12 | 9  | 57 | 42 | +15 |
|  | 5.   | Ferentino      | 48 | 34 | 12 | 12 | 10 | 53 | 44 | +9  |
|  | 6.   | Manduria       | 46 | 34 | 8  | 22 | 4  | 39 | 30 | +9  |
|  | 7.   | Venafro        | 45 | 34 | 10 | 15 | 9  | 38 | 36 | +2  |
|  | 8.   | Grottaglie     | 45 | 34 | 10 | 15 | 9  | 43 | 46 | -3  |
|  | 9.   | Calangianus    | 44 | 34 | 10 | 14 | 10 | 52 | 42 | +10 |
|  | 10.  | Bitonto        | 44 | 34 | 10 | 14 | 10 | 39 | 43 | -4  |
|  | 11.  | Avezzano       | 43 | 34 | 11 | 10 | 13 | 38 | 43 | -5  |
|  | 12.  | Tivoli         | 43 | 34 | 11 | 10 | 13 | 49 | 49 | 0   |
|  | 13.  | Spes Mentana   | 43 | 34 | 11 | 10 | 13 | 41 | 52 | -11 |
|  | 14.  | San Paolo Bari | 43 | 34 | 11 | 10 | 13 | 41 | 48 | -7  |
|  | 15.  | Noicattaro     | 42 | 34 | 9  | 15 | 10 | 34 | 41 | -7  |
|  | 16.  | Nardò          | 33 | 34 | 6  | 15 | 13 | 30 | 47 | -17 |
|  | 17.  | Guardiagrele   | 28 | 34 | 6  | 10 | 18 | 28 | 49 | -21 |
|  | 18.  | Rutigliano     | 11 | 34 | 1  | 8  | 25 | 15 | 77 | -62 |

Legenda:
      Promossa in Serie C2 2005-2006.
 Qualificate ai play-off o play-out.
      Vince i play-off per il ripescaggio.
      Retrocessa in Eccellenza 2005-2006.
Regolamento:
Tre punti a vittoria, uno a pareggio, zero a sconfitta.
In caso di arrivo di due o più squadre a pari punti, la graduatoria verrà stilata secondo la classifica avulsa
In caso di pari punti per promozioni o retrocessioni si disputava uno spareggio.
Note:
Il Noicattaro è stato poi ripescato in Serie D 2005-2006.

### Spareggi

#### Spareggio 12º posto
| Spes Mentana | 0-1 | Tivoli | ?, 16 maggio 2005 |  |  |  |  |

#### Play-off

##### Semifinali
|               | Risultati |               | Luogo e data      |
| ------------- | --------- | ------------- | ----------------- |
| Ferentino     | 3-3       | Val di Sangro | ?, 29 maggio 2005 |
| Val di Sangro | 5-2       | Ferentino     | ?, 5 giugno 2005  |
|               |           |               |                   |
| Isola Liri    | 2-2       | Celano        | ?, 29 maggio 2005 |
| Celano        | 0-0       | Isola Liri    | ?, 5 giugno 2005  |
|               |           |               |                   |

##### Finale
|               | Risultati |               | Luogo e data      |
| ------------- | --------- | ------------- | ----------------- |
| Celano        | 0-2       | Val di Sangro | ?, 12 giugno 2005 |
| Val di Sangro | 1-1       | Celano        | ?, 19 giugno 2005 |
|               |           |               |                   |

#### Play-out
|                | Risultati |                | Luogo e data      |
| -------------- | --------- | -------------- | ----------------- |
| Nardò          | 2-0       | Spes Mentana   | ?, 19 giugno 2005 |
| Spes Mentana   | 2-0       | Nardò          | ?, 26 giugno 2005 |
|                |           |                |                   |
| Noicattaro     | 1-1       | San Paolo Bari | ?, 19 giugno 2005 |
| San Paolo Bari | 1-1       | Noicattaro     | ?, 26 giugno 2005 |
|                |           |                |                   |

## Girone I

### Classifica finale
|  | Pos. | Squadra               | Pt | G  | V  | N  | P  | GF | GS | DR  |
|  | ---- | --------------------- | -- | -- | -- | -- | -- | -- | -- | --- |
|  | 1.   | Modica                | 72 | 34 | 20 | 12 | 2  | 61 | 27 | +34 |
|  | 2.   | Sapri                 | 71 | 34 | 20 | 11 | 3  | 56 | 28 | +28 |
|  | 3.   | Paganese              | 67 | 34 | 19 | 10 | 5  | 63 | 37 | +26 |
|  | 4.   | Siracusa (-3)         | 54 | 34 | 17 | 6  | 11 | 46 | 32 | +14 |
|  | 5.   | Alcamo                | 52 | 34 | 14 | 10 | 10 | 40 | 41 | -1  |
|  | 6.   | Vibonese              | 52 | 34 | 14 | 10 | 10 | 49 | 43 | +6  |
|  | 7.   | Rosarnese             | 49 | 34 | 13 | 10 | 11 | 36 | 35 | +1  |
|  | 8.   | Cosenza FC            | 44 | 34 | 10 | 14 | 10 | 39 | 41 | -2  |
|  | 9.   | Cosenza 1914          | 42 | 34 | 10 | 12 | 12 | 31 | 29 | +2  |
|  | 10.  | Rossanese             | 42 | 34 | 11 | 9  | 14 | 41 | 37 | +4  |
|  | 11.  | Trapani               | 42 | 34 | 11 | 9  | 14 | 40 | 40 | 0   |
|  | 12.  | Pomigliano            | 41 | 34 | 11 | 8  | 15 | 42 | 52 | -10 |
|  | 13.  | Giarre                | 41 | 34 | 11 | 8  | 15 | 46 | 48 | -2  |
|  | 14.  | Adrano                | 41 | 34 | 11 | 8  | 15 | 49 | 53 | -4  |
|  | 15.  | Folgore Castelvetrano | 40 | 34 | 10 | 10 | 14 | 36 | 42 | -6  |
|  | 16.  | Marsala               | 35 | 34 | 8  | 11 | 15 | 25 | 38 | -13 |
|  | 17.  | Milazzo               | 28 | 34 | 6  | 10 | 18 | 26 | 45 | -19 |
|  | 18.  | Casertana (-3)        | 12 | 34 | 3  | 6  | 25 | 16 | 74 | -58 |

Legenda:
      Promossa in Serie C2 2005-2006.
 Qualificate ai play-off o play-out.
      Vince i play-off per il ripescaggio.
      Retrocessa in Eccellenza 2005-2006.
Regolamento:
Tre punti a vittoria, uno a pareggio, zero a sconfitta.
In caso di arrivo di due o più squadre a pari punti, la graduatoria verrà stilata secondo la classifica avulsa
In caso di pari punti per promozioni o retrocessioni si disputava uno spareggio.
Note:
Il Siracusa e la Casertana hanno scontato 3 punti di penalizzazione.
La Casertana è stata esclusa dal torneo dopo la quarta rinuncia.

### Spareggi

#### Spareggio 12º posto
| Giarre | 1-2 | Pomigliano | ?, 22 maggio 2005 |  |  |  |  |

#### Play-off

##### Semifinali
|          | Risultati |          | Luogo e data      |
| -------- | --------- | -------- | ----------------- |
| Alcamo   | 1-3       | Sapri    | ?, 29 maggio 2005 |
| Sapri    | 3-1       | Alcamo   | ?, 5 giugno 2005  |
|          |           |          |                   |
| Siracusa | 3-1       | Paganese | ?, 29 maggio 2005 |
| Paganese | 0-3       | Siracusa | ?, 5 giugno 2005  |
|          |           |          |                   |

##### Finale
|          | Risultati |          | Luogo e data      |
| -------- | --------- | -------- | ----------------- |
| Siracusa | 1-0       | Sapri    | ?, 12 giugno 2005 |
| Sapri    | 3-1       | Siracusa | ?, 19 giugno 2005 |
|          |           |          |                   |

#### Play-out
|                       | Risultati |                       | Luogo e data      |
| --------------------- | --------- | --------------------- | ----------------- |
| Marsala               | 0-0       | Giarre                | ?, 29 maggio 2005 |
| Giarre                | 0-0       | Marsala               | ?, 5 giugno 2005  |
|                       |           |                       |                   |
| Folgore Castelvetrano | 1-0       | Adrano                | ?, 29 maggio 2005 |
| Adrano                | 4-3       | Folgore Castelvetrano | ?, 9 giugno 2005  |
|                       |           |                       |                   |

## Poule Scudetto
Lo Scudetto Dilettanti viene assegnato dopo un torneo fra le vincitrici dei 9 gironi. Vengono divise in 3 triangolari le cui vincitrici, più la migliore seconda, accedono alle semifinali, da disputarsi in turni di andata e ritorno e la finale unica in campo neutro.

### Turno preliminare

#### Triangolare 1
|  | Pos. | Squadra    | Pt | G | V | N | P | GF | GS | DR |
|  | ---- | ---------- | -- | - | - | - | - | -- | -- | -- |
|  | 1.   | Cuneo      | 4  | 2 | 1 | 1 | 0 | 6  | 5  | +1 |
|  | 2.   | Canzese    | 3  | 2 | 1 | 0 | 1 | 6  | 6  | 0  |
|  | 3.   | Pergocrema | 1  | 2 | 0 | 1 | 1 | 8  | 9  | -1 |

Legenda:
      Promossa al turno successivo.
Regolamento:
Tre punti a vittoria, uno a pareggio, zero a sconfitta.
|            | Risultati |            | Luogo e data      |
| ---------- | --------- | ---------- | ----------------- |
| Pergocrema | 4-4       | Cuneo      | ?, 22 maggio 2005 |
| Canzese    | 5-4       | Pergocrema | ?, 25 maggio 2005 |
| Cuneo      | 2-1       | Canzese    | ?, 28 maggio 2005 |
|            |           |            |                   |

#### Triangolare 2
|  | Pos. | Squadra        | Pt | G | V | N | P | GF | GS | DR |
|  | ---- | -------------- | -- | - | - | - | - | -- | -- | -- |
|  | 1.   | Bassano Virtus | 6  | 2 | 2 | 0 | 0 | 5  | 2  | +3 |
|  | 2.   | Foligno        | 3  | 2 | 1 | 0 | 1 | 4  | 5  | -1 |
|  | 3.   | Rieti          | 0  | 2 | 0 | 0 | 2 | 3  | 5  | -2 |

Legenda:
      Promossa al turno successivo.
Regolamento:
Tre punti a vittoria, uno a pareggio, zero a sconfitta.
|                | Risultati |                | Luogo e data      |
| -------------- | --------- | -------------- | ----------------- |
| Foligno        | 3-2       | Rieti          | ?, 22 maggio 2005 |
| Rieti          | 1-2       | Bassano Virtus | ?, 25 maggio 2005 |
| Bassano Virtus | 3-1       | Foligno        | ?, 29 maggio 2005 |
|                |           |                |                   |

#### Triangolare 3
|  | Pos. | Squadra         | Pt | G | V | N | P | GF | GS | DR |
|  | ---- | --------------- | -- | - | - | - | - | -- | -- | -- |
|  | 1.   | Real Marcianise | 6  | 2 | 2 | 0 | 0 | 5  | 1  | +4 |
|  | 2.   | Gallipoli       | 3  | 2 | 1 | 0 | 1 | 7  | 5  | +2 |
|  | 3.   | Modica          | 0  | 2 | 0 | 0 | 2 | 2  | 8  | -6 |

Legenda:
      Promossa al turno successivo.
Regolamento:
Tre punti a vittoria, uno a pareggio, zero a sconfitta.
|                 | Risultati |                 | Luogo e data      |
| --------------- | --------- | --------------- | ----------------- |
| Gallipoli       | 6-2       | Modica          | ?, 20 maggio 2005 |
| Modica          | 0-2       | Real Marcianise | ?, 25 maggio 2005 |
| Real Marcianise | 3-1       | Gallipoli       | ?, 29 maggio 2005 |
|                 |           |                 |                   |

### Semifinali
|                 | Risultati |                 | Luogo e data      |
| --------------- | --------- | --------------- | ----------------- |
| Cuneo           | 2-2       | Bassano Virtus  | ?, 5 giugno 2005  |
| Bassano Virtus  | 5-3       | Cuneo           | ?, 11 giugno 2005 |
|                 |           |                 |                   |
| Real Marcianise | 5-0       | Gallipoli       | ?, 5 giugno 2005  |
| Gallipoli       | 2-1       | Real Marcianise | ?, 11 giugno 2005 |
|                 |           |                 |                   |

### Finale
|                 | Risultati |         | Luogo e data            |
| --------------- | --------- | ------- | ----------------------- |
| Real Marcianise | 2-3       | Bassano | Spoleto, 18 giugno 2005 |
|                 |           |         |                         |